# Dirección Nacional de Aeronautica Civil
La Dirección Nacional de Aeronáutica Civil (DINAC) es la autoridad de aviación civil de Paraguay. Tiene su sede en Asunción. El Departamento de Investigación de Accidentes de Aviación (DIAA) de DINAC investiga accidentes e incidentes de aviación.